# Аверин, Григорий Иванович
Григо́рий Ива́нович Аве́рин (24 января 1889, село Валы Покров, Юрьевецкий уезд, Костромская губерния — 20 сентября 1937, Темиртау) — священник Русской православной церкви.
Причислен к лику святых Русской православной церкви в 2000.

## Семья
Родился в крестьянской семье. По национальности русский. Родители — Иван и Феодосия — благочестивые православные христиане. Был старшим из двенадцати детей (кроме того, в семье воспитывался приёмный мальчик).

## Социалист-революционер
Окончил учительскую семинарию (1910), служил учителем в двухклассной церковно-приходской школе в городе Кологриве. Участвовал в деятельности местного кружка Партии социалистов-революционеров (эсеров), получал нелегальную литературу, которую читал сам и распространял среди учителей, учащихся, их родителей и солдат кологривского гарнизона.
С сентября 1917 — председатель Кологривской уездной земской управы (избран единогласно). После создания в Кологриве органов советской власти в начале 1918 отошёл от дел. Выступил на собрании местных эсеров и интеллигентов против организации в уезде крестьянского восстания. Однако восстание всё же произошло, и после его подавления Григорий Аверин вместе с другими эсерами был арестован. Следствие длилось почти год, из которых четыре месяца он находился в тюрьме ЧК, однако вину Аверина доказать не удалось, и он был освобождён.
Находясь в заключении, стал убеждённым христианином. После выхода из тюрьмы вышел из партии эсеров, однако отказался официально отречься от этой партии. Позднее в ответ на вопрос представителей ГПУ о мотивах такого отказа заявил:
Во-первых, я думал, что я ничего особенного из себя как политик не представляю, а во-вторых, я считаю антиморальным клеветать на партию, к которой я принадлежал в период её бурной славы и жизни, в тот момент, когда она подвергается развалу.

## Священник
С сентября 1920 года работал в библиотеке Костромского педагогического института, в 1921 году учился в нём. В том же году был рукоположён во иерея (целибатом), служил в Костроме, затем в селе Ильинском близ Макарьевского монастыря. По воспоминаниям современников, жил крайне скромно, кроватью ему служили берёзовые жерди, поверх которых была положена тонкая подстилка, а в изголовье маленькая твёрдая подушка. По ночам молился, засыпая лишь под утро, а иногда и совсем обходился без сна. Помогал малоимущим и многодетным крестьянским семьям. Завёл в своём хозяйстве корову, чтобы её молоком кормить странников, но затем отдал её бедной вдове. Был известен как опытный духовный наставник, много проповедовал, некоторые атеисты после его проповедей становились верующими людьми.
Был сторонником Декларации митрополита Сергия (Страгородского), отказался поддержать её противника, епископа Николая (Голубева).

## Аресты и лагеря
В 1929 был арестован, обвинён в антисоветской агитации. Виновным себя не признал, на допросе заявил, что 

после богослужения, в конце обедни обычно растолковываю Евангелие, читанное за обедней. В праздники святых и на двунадесятые праздники говорю проповеди, рассказывая об особенностях праздников. О советской власти не говорил; я человек аполитичный и политического в моих проповедях не было.

30 января 1930 был приговорён Особым совещанием ОГПУ к пяти годам заключения в лагере. Вернувшись из заключения в 1934, служил в храме села Симеон Пучежского района Ивановской области, быстро стал авторитетным для прихожан человеком. В сентябре 1935 был вновь арестован и 3 марта1936 приговорён Особым совещанием при НКВД к трём годам исправительно-трудового лагеря.
С мая 1936 находился на руднике Темиртау, как неспособный к тяжёлому физическому труду работал счетоводом, затем был дневальным в бараке. Держался с большим достоинством, отказался быть осведомителем, не угождал лагерному начальству и не участвовал в идеологических мероприятиях. Не скрывал своих религиозных взглядов, убеждал других заключённых не оставлять веру в Бога, проводил в лагере богослужения, каждый день читал акафист Божией Матери. Незадолго перед последним арестом в лагере писал родным: Обо мне не расстраивайтесь и не беспокойтесь, у меня никого нет: ни жены, ни детей. Не надо бояться. Вы сами все знаете. Вы знаете, куда и к Кому мы идём.

## Последний арест и мученическая кончина
В 1937 году арестован в лагере. Был обвинён в контрреволюционной агитации, виновным себя не признал. 13 сентября 1937 года приговорён Тройкой НКВД к расстрелу. Семь дней находился в камере смертников, после чего был расстрелян.

## Канонизация
Причислен к лику святых новомучеников и исповедников Российских на Юбилейном Архиерейском соборе Русской православной церкви в августе 2000 года для общецерковного почитания.